# Manuel Löwensberg
Manuel Löwensberg (* 11. Mai 1975 in Zürich) ist ein Schweizer Schauspieler.

## Leben
Manuel Löwensberg ist in Zürich aufgewachsen. Er hat 2001 die Berner Hochschule für Musik und Theater abgeschlossen und war danach während drei Jahren am Stadttheater St. Gallen engagiert. Seither ist er freischaffend als Film- und Theaterschauspieler in der Schweiz, Österreich und Deutschland tätig. Besondere Bekanntheit erlangte er 2010 in der Titelrolle des Kinofilms Hugo Koblet über das Leben der Schweizer Radrenn-Legende Hugo Koblet, welcher von der Kritik sehr gut aufgenommen wurde.
Privat machte Manuel Löwensberg Schlagzeilen in der Schweiz mit seiner Aussage, er habe erst mit zwölf Jahren erfahren, dass er der Sohn des Schweizer Politikers Moritz Leuenberger ist. Bis dahin hatte er den damaligen Lebensgefährten seiner Mutter für seinen Vater gehalten. 2003 heirateten Leuenberger und die Mutter von Löwensberg, die Architektin Gret Loewensberg.

## Filmographie
- 2000: Studers erster Fall
- 2002: Füür oder Flamme
- 2003: Strähl
- 2008: Tag am Meer
- 2009: Hugo Koblet (Hugo Koblet – Pédaleur de charme)
- 2013: Verliebte Feinde
- 2018: Der Büezer
- 2019: Tatort: Der Elefant im Raum

### Fernsehserien
- 2002–2006:  Lüthi und Blanc
- 2004: Im Namen des Gesetzes (Gastauftritt)
- 2008: Tag und Nacht (Gastauftritt)
- 2014: Der Bestatter (Gastauftritt)
- 2022: Die Beschatter (Gastauftritt)

## Bühne (Auswahl)
- 2002: Der Besuch der alten Dame. Regie: Werner Gerber, Theater St. Gallen
- 2002: Die Csardasfürstin. Regie: Josef Ernst Köpplinger, Theater St. Gallen
- 2002: Toter Pullover. Regie: Gian Manuel Rau, Theater St. Gallen
- 2002: Dantons Tod. Regie: Peter Schweiger, Theater St. Gallen
- 2003: Momo. Regie: Franziska Schütz, Theater St. Gallen
- 2003: Struwwelpeter, eine Junk-Oper. Regie: Anja Horst, Theater St. Gallen
- 2003: Weit edler als Gedanken... Regie: Peter Schweiger, Theater St. Gallen
- 2003: Cyrano. Regie: Christian Kuchenbuch, Theater St. Gallen
- 2004: Kindergeschichten. Regie: Peter Schweiger, Theater St. Gallen
- 2004: Leonce und Lena. Regie: Gian Manuel Rau, Theater St. Gallen
- 2004: Der gute Mensch von Sezuan. Regie: Stefan Nolte, Theater St. Gallen
- 2004: Die Nibelungen. Regie: Peter Schweiger, Theater St. Gallen
- 2005: Die Maurer. Regie: Andrea Zogg, Klibühni Chur
- 2005: Hotel Mimosa. Regie: Karin Boyd, Komödie am Max, München
- 2006: überzwischengehen. Regie: Angelika Ächter, E-Werk Freiburg
- 2006: Salzburger Nockerln. Regie: Katja Früh, Casinotheater Winterthur
- 2006: Schwimmer im Treibsand. Regie: Corinne Eckenstein, Kaserne Basel
- 2007: Vier Tänze. Regie: Marco Luca Castelli, Klibühni Chur
- 2007: Fieberträume. Regie: Corinne Eckenstein, Dschungel Wien
- 2008: illegal. Regie: Anina LaRoche, Theater Basel
- 2008: Für die Deutschen. Regie: Katja Früh, Casinotheater Winterthur
- 2008: Mathilda. Regie: Corinne Eckenstein, Dschungel Wien
- 2009: Ein Winter unterm Tisch. Regie: Marco Luca Castelli, Theater Ansbach
- 2009: Romeo und Julia. Regie: Catharina Fillers, Schauspielhaus Salzburg
- 2009: Hamlet. Regie: Corinne Eckenstein, Dschungel Wien
- 2010: Spiegelland. Regie: Corinne Eckenstein, Dschungel Wien
- 2010: Endstation Sehnsucht. Regie: Marco Luca Castelli, Klibühni Chur
- 2011: Parzival. Regie: Laura Steinhöfel, Mozarteum Salzburg
- 2011: Super Theo. Regie: Katja Früh, Casinotheater Winterthur
- 2011: Die Wette. Regie: Corinne Eckenstein, Dschungel Wien
- 2012: Das Mass der Dinge. Regie: Marco Luca Castelli, Klibühni Chur